# Zubida Buyacub
Zubida Buyacub –en árabe, زبيدة بويعقوب– (nacida el 15 de septiembre de 1987) es una deportista argelina que compitió en judo. Ganó dos medallas en el Campeonato Africano de Judo en los años 2001 y 2002.

## Palmarés internacional
| Campeonato Africano | Campeonato Africano | Campeonato Africano | Campeonato Africano |
| Año                 | Lugar               | Medalla             | Categoría           |
| ------------------- | ------------------- | ------------------- | ------------------- |
| 2001                | Trípoli (Libia)     | Medalla de oro      | –63 kg              |
| 2002                | El Cairo (Egipto)   | Medalla de plata    | –63 kg              |